# April Heinrichs
Pour les articles homonymes, voir Heinrichs.
April Heinrichs, née le 27 février 1964 à Denver dans le Colorado, est un footballeuse américaine. Elle a été sélectionnée à 47 reprises en 1986 et 1991 en sélection américaine (United States women's national soccer team). Elle a notamment remporté la première coupe du monde en 1991 en tant que capitaine de la sélection. En 1998, elle a été également la première footballeuse à faire son entrée au National Soccer Hall of Fame. Enfin après sa carrière de sportive, elle s'est orienté vers le métier d'entraîneuse où elle a dirigé entre 2000 et 2005 l'équipe féminine des États-Unis.

## Biographie
April Heinrichs sort diplômée en 1986 de l'Université de Caroline du Nord à Chapel Hill où elle fut remarquée pour ses talents de footballeuse avec un titre de meilleure joueuse américaine.
Elle effectue ensuite une belle carrière sous le maillot des États-Unis avec qui elle remporte la coupe du monde 1991 en tant que capitaine de la sélection. Elle décide en 1991 de se retirer de sa carrière sportive après avoir disputé 47 rencontres avec les États-Unis et y inscrit 38 buts.
Elle s'oriente vers le métier d'entraîneuse après sa carrière sportive, ayant déjà commencé ce rôle à l'Université de Princeton en 1990, elle poursuit sa carrière entre 1991 et 1995 à l'Université du Maryland. Entre 1996 et 1999, c'est à l'Université de Virginie. Dans ces équipes, elles participe donc chaque année à la National Collegiate Athletic Association (NCAA).
Parallèlement à partir de 1995, elle devient assistante de l'entraîneur Tony DiCicco de la sélection des États-Unis avant de prendre sa place qu'il lui cède sa place en 2000.
Régulièrement critiqué en raison des performances de la sélection (contre-performance aux Jeux olympiques d'été de 2000 à Sydney et défaite en demi-finale de la coupe du monde 2003 face au futur vainqueur l'Allemagne) bien qu'elle mène la sélection à la victoire comme lors de l'Algarve Cup, elle finit par faire taire les critiques lors de la victoire aux Jeux olympiques d'été de 2004 à Athènes.
Malgré ce titre, certaines tensions se créaient au sein de la sélection comme le refus de Tiffeny Milbrett d'évoluer sous ses ordres et ne voulant réintégrer la sélection qu'après le départ de Heinrichs, finalement elle décide de démissionner le 15 février 2005 pour devenir consultante de football féminin.
Par la suite, elle s'occupe de décembre 2005 à décembre 2006 de la section de football féminin à l'Université de Californie à Irvine.

## Palmarès

### Footballeuse
- Vainqueur de la Coupe du monde : 1991 (États-Unis).

### Entraîneuse
- Championne olympique 2004 (États-Unis).